# ダヤ・ベダノワ
ダヤ・ベダノワ（Dája Bedáňová, 1983年3月9日 - ）は、チェコ・オストラヴァ出身の元女子プロテニス選手。自己最高ランキングはシングルス16位、ダブルス34位。WTAツアーでシングルス1勝、ダブルス1勝を挙げた。彼女の本名は「ダニエラ・ベダノワ」（Daniela Bedáňová）というが、愛称の「ダヤ」で女子ツアーに選手登録していた。

## 来歴
ベダノワは1999年から女子テニス国別対抗戦・フェドカップのチェコ代表選手に選ばれ、2000年に17歳でプロ入りした。プロ転向の年から目覚ましい躍進を見せ、シドニー五輪でオリンピックのチェコ代表選手に選ばれる。初出場のオリンピックで、ベダノワは女子シングルス2回戦に進み、フランス代表のジュリー・アラール＝デキュジスに敗れた。オリンピック終了後、ベダノワは「トヨタ・プリンセス・カップ」で初来日し、予選3試合を勝ち抜いた後、本戦準決勝まで進出した。本戦2回戦でアメリ・モレスモ、準々決勝でエミー・フレージャーを破って勝ち進んだベダノワは、準決勝でセリーナ・ウィリアムズに敗退する。1ヶ月後の10月29日、ベダノワはスロバキア・ブラチスラヴァ大会の決勝でミリアム・オレマンス（オランダ）を 6-1, 5-7, 6-3 で破り、ツアー初優勝を達成した。この年の顕著な活躍を評価されて、ベダノワは2000年度の女子テニス協会「最優秀新人賞」を受賞した。
2001年もベダノワの快進撃は続き、全豪オープンでセリーナ・ウィリアムズとの4回戦に進み、全仏オープンではシルビア・ファリナ・エリア（イタリア）との3回戦に進出する。同年の全米オープンでベダノワは4大大会の自己最高成績を出し、4回戦でモニカ・セレシュを 7-5, 4-6, 6-3 で破る勝利を挙げた。続く準々決勝では、幼なじみだったマルチナ・ヒンギスに 2-6, 0-6 で敗れている。10月のブラチスラヴァ大会では、前年度優勝のシングルスは1回戦で敗退したが、ダブルスでエレーナ・ボビナ（ロシア）とペアを組んで優勝した。2002年の全豪オープンでは、女子ダブルスで同じチェコのクベタ・ヘルドリコバとペアを組み、リサ・レイモンド（アメリカ）&レネ・スタブス（オーストラリア）組との準々決勝まで勝ち進んだ。2002年ウィンブルドンでジェニファー・カプリアティとの3回戦に進んだ後、ベダノワはシングルスで自己最高の「16位」にランクされた。
ところが、2003年に入るとベダノワのテニス成績は急降下し始め、アキレス腱故障などを抱えるようになった。全米オープン1回戦でマリア・エレナ・カメリン（イタリア）に敗れた試合が、彼女の最後の4大大会本戦出場になる。2004年と2005年はWTAツアーの下部組織の大会を回り、日本の岐阜や福岡の大会に出場したこともあった。2005年シーズンの終わりに、ダヤ・ベダノワはわずか22歳の若さで現役を引退した。
ベダノワは2010年4月に同じチェコのテニス選手であるヤン・ハジェクと結婚した。

## WTAツアー決勝進出結果

### シングルス: 1回 (1勝0敗)
| 大会グレード         |
| -------------------- |
| グランドスラム (0–0) |
| ティア I (0–0)       |
| ティア II (0–0)      |
| ティア III (0–0)     |
| ティア IV & V (1–0)  |

| 結果 | No. | 決勝日         | 大会           | サーフェス    | 対戦相手             | スコア        |
| ---- | --- | -------------- | -------------- | ------------- | -------------------- | ------------- |
| 優勝 | 1.  | 2000年10月29日 | ブラチスラヴァ | ハード (室内) | ミリアム・オレマンス | 6-1, 5-7, 6-3 |

### ダブルス: 2回 (1勝1敗)
| 結果   | No. | 決勝日         | 大会           | サーフェス    | パートナー         | 対戦相手                          | スコア        |
| ------ | --- | -------------- | -------------- | ------------- | ------------------ | --------------------------------- | ------------- |
| 優勝   | 1.  | 2001年10月21日 | ブラチスラヴァ | ハード (室内) | エレーナ・ボビナ   | ナタリー・ドシー メイレン・ツー   | 6–3, 6–4      |
| 準優勝 | 1.  | 2003年1月12日  | キャンベラ     | ハード        | ディナラ・サフィナ | エミリー・ロワ タチアナ・ガルビン | 3-6, 6-3, 4-6 |

## 4大大会シングルス成績
略語の説明
| W | F | SF | QF | #R | RR | Q# | LQ | A | Z# | PO | G | S | B | NMS | P | NH |

W=優勝, F=準優勝, SF=ベスト4, QF=ベスト8, #R=#回戦敗退, RR=ラウンドロビン敗退, Q#=予選#回戦敗退, LQ=予選敗退, A=大会不参加, Z#=デビスカップ/BJKカップ地域ゾーン, PO=デビスカップ/BJKカッププレーオフ, G=オリンピック金メダル, S=オリンピック銀メダル, B=オリンピック銅メダル, NMS=マスターズシリーズから降格, P=開催延期, NH=開催なし.
| 大会           | 2000 | 2001 | 2002 | 2003 | 2004 | 通算成績 |
| -------------- | ---- | ---- | ---- | ---- | ---- | -------- |
| 全豪オープン   | A    | 4R   | 2R   | 2R   | LQ   | 5–3      |
| 全仏オープン   | LQ   | 3R   | 1R   | 1R   | A    | 2–3      |
| ウィンブルドン | 1R   | 1R   | 3R   | 2R   | A    | 3–4      |
| 全米オープン   | 1R   | QF   | 4R   | 1R   | A    | 7–4      |